# Виноградова Елеонора Олексіївна
Елеонора Олексіївна Виноградова (16 листопада 1931, Грозний — 17 липня 2003, Київ) — українська хорова диригентка, педагогиня, професорка, заслужена діячка мистецтв УРСР (з 1978 року).

## Біографія
Народилася 16 листопада 1931 року у місті Грозний. Батько, Олексій Миколайович, був військовим, і сім'я часто переїздила з місця на місце (Сухумі, Тбілісі, Магаданська область). І скрізь, де б не жила родина, мати завжди знаходила хор і з донькою відвідувала репетиції й концерти. У 10 років Елеонора вперше почула хорові твори Миколи Леонтовича у м. Сусуман на Колимі. Керівником хорового колективу був українець і хор співав багато українських пісень. Через постійні переїзди батьків Е. О. Виноградова не змогла закінчити музичної школи, тому й не наважилася після середньої школи вступати до музичного закладу.
У 1949 році — студентка Московського текстильного інституту і учасниця хорового колективу. На одній з репетицій її голосовими даними зацікавився керівник хору О. І. Певзнер (тоді студент Московської консерваторії). За його порадою Елеонора Виноградова вступила до музичного училища ім. Гнесіних на диригентсько-хорове відділення. Навчалася у відомих викладачів — В. І. Краснощокова (з диригування) та О. Б. Хазанова (хоровий клас), що працював на той час головним хормейстером Большого театру. Наступним етапом на шляху хорової майстерності став київський період. Виноградова вступає на заочне відділення Київської консерваторії до класу Елеонори Скрипчинської і успішно випускається у 1965 році.

## Творча діяльність
Після закінчення Київської консерваторії Елеонора Виноградова працює її викладачкою, керує хором музично-педагогічного факультету. У цей час очолити студентський хор диригентсько-хорового факультету запросили Павла Муравського, який справив на неї глибоке враження:
|  | Звук хору, інтонація, тембри — все було нове, сповнене дивовижної краси та природности. У Москві диригенти більше уваги зосереджували на загальному звучанні хору, працювали над формою і стилем хорового твору. Над звуком та інтонацією так ніхто не працював, як Павло Іванович. Лише у Муравського я зрозуміла, як народжується краса музики від звуку до стилю. |

З 1966 року — художня керівниця і головна диригентка хорової студії хлопчиків «Дзвіночок» київського Палацу піонерів та школярів імені М. Островського. «Дзвіночок» одним із перших хорових колективів СРСР почав виконувати духовні твори. Чимало витримки потребувало від Виноградової рішення включити до репертуару Месу G-dur Шуберта, «Stabat Mater» Перголезі, фінальну «Алилуя» із «Месії» Генделя, які завжди із захватом зустрічала публіка. Цей колектив уперше в Україні озвучив заборонені на той час хорові партитури Д. Бортнянського та М. Березовського.
Така репертуарна політика, підкріплена високою виконавською майстерністю, зумовила інтерес до хору у всьому СРСР. Колектив став дипломантом Міжнародного фестивалю хорів, а Елеонора Виноградова — лауреаткою конкурсу. За час роботи в колективі Виноградова провела понад 400 концертів і виступів. Найбільш знакові з виступів «Дзвіночка»: концерт у м. Тарту (1974 р.), що транслювався по телебаченню, участь у II Міжнародному фестивалі дитячих хорів у м. Братислава (1975 р.), концерт у залі «Естонія» в м. Таллінн (1976 р.), участь у злеті хорів хлопчиків у м. Рига (1980 р.), участь у фестивалі дитячої музичної творчості в м. Свердловськ (1982 р.). Виступи «Дзвіночка» отримували схвальні відгуки преси не тільки в Україні, але і за її межами. Зокрема газета «Rīgas Balss» у м. Рига від 14 січня 1980 р. писала:
|  | ...Ми почули декілька українських народних пісень, які хлопчики виконали душевно, вокально виразно. Своєрідною трактовкою та точною вимовою латвійського тексту було відмічено латвійську народну пісню. Виконання «Алилуя» Генделя показало, на якому високому рівні знаходиться вокальна техніка хору київських хлопчиків. |

У ці роки «Дзвіночок» також побував із концертами в Москві, Ленінграді, Кірові, Горькому, Вільнюсі, Мінську, Кишиневі, Тбілісі, Єревані, Одесі, Сімферополі, Севастополі, Львові, Івано-Франківську. За період керівництва Виноградової хор підтримував постійні творчі зв'язки з такими професійними музичними колективами: Державним симфонічним оркестром України, Київським камерним оркестром, хоровою капелою «Думка», академічним народним хором ім. Г. Верьовки, чоловічою капелою Латвії. Незабутнім було співробітництво з композитором Дмитром Кабалевським, твори якого виконувались на сцені Київської філармонії із симфонічним оркестром під керуванням С.Турчака. У пам'ятному альбомі хору є запис Д. Кабалевського: "Дорогі хлоп'ята —"дзвіночки"! Дорога Елеоноро Олексіївно! Від душі дякую вам за чудове, дзвінке і світле мистецтво. Зустрічі та спільні концерти з вами — велика для мене радість!".
За ініціативи і сприяння Елеонори Виноградової було створено хор хлопчиків та юнаків при Чоловічій хоровій капелі України ім. Л. М. Ревуцького. У 1975 році  Е. Виноградова з метою сприяння розвитку дитячого хорового співу в Україні заснувала клуб диригентів-хормейстерів та композиторів «ТОНІКА». Була його головою до 1990 року. У 1978 р. була удостоєна звання «Заслужена діячка мистецтв України».
З 1983 по 1986 рік  працює художньою керівницею та головною диригенткою дитячого хорового колективу «Любисток» при Київській консерваторії ім. П. І. Чайковського. З 1986 по 1997 рік очолює хор хлопчиків та юнаків КССМШ ім. М. В. Лисенка. Численні гастрольні поїздки хору в Україні, Європі (Росія, Латвія, Литва, Франція, Бельгія, Голландія, Люксембург, Німеччина, Норвегія, Іспанія, Польща) та фондові аудіозаписи утвердили авторитет колективу як високомистецького.

Могила Елеонори Виноградової

У 1997 році Виноградова організувала дитячий хор «Cantus» при Київській музичній школі № 5 ім. Л. М. Ревуцького. В Іспанії преса назвала хор «Cantus» найкращим дитячим хором у світі. У 2000 р. колектив отримує диплом Лауреата Гран-Прі на ІІІ Міжнародному конкурсі дитячих хорових колективів «Артеківські зорі» (Міжнародний дитячий центр Артек). У 2001 р. — Гран-Прі на VII Міжнародному конкурсі «Весняні дзвіночки» (м. Рівне). У 2002 р. — Гран-Прі на Всеукраїнському конкурсі «Весняні голоси» (м. Тисмениця). В репертуар хору входили твори різних жанрів та стилів: обробки народних пісень, духовна музика, українська та західноєвропейська класика. Е. О. Виноградова була упорядницею та редакторкою 15-ти збірок хорових творів для дитячих хорових колективів.
За роки викладання (1965—2003) у Київській консерваторії (Національній музичній академії України ім. П. І. Чайковського) виховала цілу плеяду обдарованих хорових диригентів. Вона була ідейною натхненницею для багатьох своїх колег, користувалася великою повагою й авторитетом у вихованців та їх батьків.
Померла на 72-му році життя 17 липня 2003 року. Похована разом з чоловіком на Байковому кладовищі (ділянка № 49б, 50°25′2.6″ пн. ш. 30°30′3.81″ сх. д. / 50.417389° пн. ш. 30.5010583° сх. д.).

### Родина
Чоловік — диригент, хормейстер, педагог, заслужений артист УРСР Володимир Суржа (1927—2017). Виховали трьох дітей. Син — композитор Роман Суржа (нар. 1960).